# Lambada (ballo)

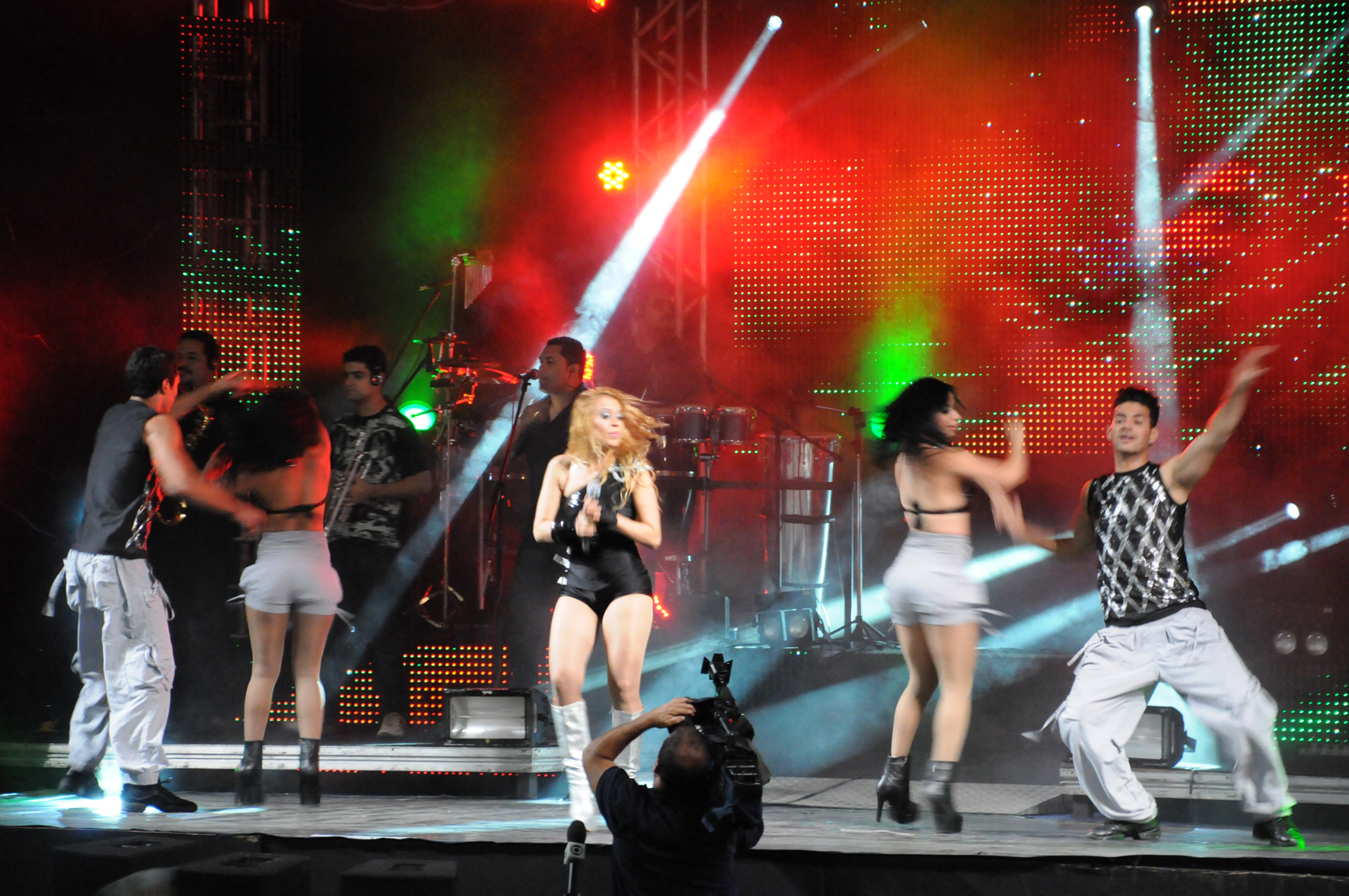
La Banda Calypso nel 2009

La lambada è un ballo brasiliano omonimo della canzone Lambada. Si ritiene che la melodia nasca dalla musica zouk tipica delle Antille.
È un ballo fortemente erotico e sensuale dal ritmo veloce, dove le gambe dei due ballerini sono disposte in modo che una coscia di ciascuno dei due partner finga di sfregare sugli organi sessuali dell'altro partner durante la danza.

## Origini
Si diffonde in tutto il mondo nel 1989, quando la canzone Lambada, cantata in portoghese dal gruppo franco-brasiliano Kaoma, vende più di cinque milioni di dischi. Lo strumento caratteristico utilizzato era il bandoneon.
In tal caso però si trattò di una traduzione non autorizzata e adattata al ritmo di lambada di Llorando se fue (1984; Piangendo fuggì), un brano acustico del gruppo di musica andina boliviana, Los Kjarkas, che intentarono e vinsero un processo per plagio.
Infatti il vero autore della canzone è il boliviano Ulises Hermosa Gonzales, leader del gruppo "Los Kjarkas", morto di leucemia nel 1992.
In Italia la lambada fu rilanciata nel 1992 dal fisarmonicista Roberto Giraldi in arte Castellina, e fondatore della Orchestra Castellina-Pasi, con una nuova versione realizzando anche dei videoclip dove si associò fortemente il suono del bandoneon ai passi di danza dei ballerini.

## Filmografia
- Lambada, regia di Samim Deger (1989)
- Lambada, regia di Giandomenico Curi (1990)
- Il ballo proibito (Lambada), regia di Joel Silberg (1990)
- Il ballo proibito (The Forbidden Dance), regia di Greydon Clark (1990)
- Lambada, regia di Fábio Barreto (1991)